# Evelyn Haas
Evelyn Haas, geb. Traeger, (* 7. April 1949 in Hannover) ist eine deutsche Juristin und ehemalige Richterin des Bundesverwaltungsgerichts (1990–1994) sowie des Bundesverfassungsgerichts (1994–2006).

## Leben
1974 wurde Haas in Heidelberg mit einer Arbeit über Beamtenbesoldung und Angestelltenvergütung: eine Untersuchung über die Gehaltsentwicklung im öffentlichen Dienst promoviert.

### Richterin in der Verwaltungsgerichtsbarkeit
1977 trat sie als Richterin am Verwaltungsgericht Braunschweig in den Justizdienst des Landes Niedersachsen ein. Während ihrer Tätigkeit am Verwaltungsgericht erfolgte für zehn Monate eine Abordnung in die Kommunalverwaltung von Wolfsburg. Von 1982 bis 1986 war sie als wissenschaftliche Mitarbeiterin an das Bundesverfassungsgericht abgeordnet. Sie war dann von 1986 bis 1990 Richterin am Oberverwaltungsgericht Lüneburg. In dieser Zeit war sie jedoch infolge einer weiteren Abordnung von 1987 bis 1990 Referatsleiterin in der Niedersächsischen Staatskanzlei. Von 1990 bis 1994 war Haas Richterin am Bundesverwaltungsgericht.

### Richterin des Bundesverfassungsgerichts
Ab dem 14. September 1994 gehörte sie dem ersten Senat des Bundesverfassungsgerichts an. Sie wurde als erste Frau auf Vorschlag der CDU zur Richterin des Bundesverfassungsgerichts gewählt. Die zwölfjährige Amtszeit endete am 2. Oktober 2006. Ihr folgte Wilhelm Schluckebier als Richter des Bundesverfassungsgerichts nach.
Sie war innerhalb des ersten Senats des Bundesverfassungsgerichtes zuständig für Fälle aus dem Bereich des Steuerrechts – soweit es sich nicht um die Einkommensteuer handelte –, Kommunalabgabenrechts, Erschließungsrechts, Baurechts, Bodenrechts, des Enteignungsrechts, Grundstückverkehrsrechts, Städtebau- und Fachplanungsrechts mit Ausnahme des öffentlichen Umweltschutzrechts, des Raumplanungsrechts, Natur- und Landschaftsschutzrechts, des städtischen Umlegungs- und Grenzbereinigungsrechts und des Flurbereinigungsrechts.
Sie war als Berichterstatterin unter anderem an folgenden Verfahren beteiligt: „Baulandumlegung“ Beschluss vom 22. Mai 2001 (Az. 1 BvR 1512/97), „Zweitwohnungsteuer“ Beschluss vom 11. Oktober 2005 (Az. 1 BvR 1232/00). Sie gab zu zehn Entscheidungen ein abweichendes Sondervotum ab. Unter anderem votierte sie abweichend zum „Kruzifix-Beschluss“ vom 16. Mai 1995 (Az. 1 BvR 1087/91) und zur Entscheidung „Soldaten sind Mörder“ vom 10. Oktober 1995 (Az. 1 BvR 1476/91 u. a.). Auch im Urteil über die Verfassungsmäßigkeit der eingetragenen Lebenspartnerschaft votierte Haas gegen die Senatsmehrheit, lehnt das Gesetz über die eingetragene Lebenspartnerschaft also als gegen das Grundgesetz verstoßend ab (Az. 1 BvF 1/01, 1 BvF 2/01).
Mit ihrem Ausscheiden wurde der Erste Senat des Bundesverfassungsgerichtes zum sogenannten „Schneewittchen-Senat“, da diesem nach ihrem Ausscheiden nur noch eine Frau, die Richterin Christine Hohmann-Dennhardt, aber sieben Männer angehörten. Dies führte zu einer Debatte, ob Frauen im Justizdienst noch immer benachteiligt seien.

### Lehrtätigkeit
Seit 2002 lehrt sie als Honorarprofessorin an der Eberhard-Karls-Universität Tübingen.

## Auszeichnungen
- 2006: Großes Verdienstkreuz mit Stern und Schulterband